# 广信府

广信府在江西省的位置（1820年）

广信府，元末至清末的府，治所在今江西省上饶市信州区。
元顺帝至正二十年（1360年），朱元璋部将胡大海攻取信州路，改为广信府，隶江浙行省。明朝洪武四年（1371年），因广信府隶浙漕运不便，改隶江西行省。辖境大致为今信江流域各县。清朝时，广信府评价：衝繁难。中华民国元年（1912年），广信府废，下辖各县直属于江西省。

## 清朝行政区划
上饶县：衝繁疲难，倚郭。
玉山县：衝繁疲难。县丞驻营盘要口。
弋阳县：衝难。县丞驻漆工镇。
贵溪县：衝繁难。县丞驻江浒山。
铅山县：衝繁。县丞驻河口镇。
广丰县：繁难。明稱永丰县，雍正九年(1731)因与吉安府永丰县重名而更名。
兴安县：简。因与广西省兴安县同名，故于1914年改为横峰县，因县北横峰山得名。

## 外部連結
[在维基数据编辑]
 《欽定古今圖書集成·方輿彙編·職方典·廣信府部》，出自陈梦雷《古今圖書集成》